# Mark Watters
Mark E. Watters (* 25. Mai 1955 in Irving, Texas) ist ein US-amerikanischer Komponist.

## Leben
Mark E. Watters wuchs in Irving, Texas auf und machte 1973 seinen Abschluss an der MacArthur High School. Anschließend studierte er Musik an der University of Southern California. Er zeichnete sich sowohl für die Olympischen Spiele 1996 und die Olympischen Winterspiele 2002 als Musikdirektor aus, wofür er jeweils auch einen Emmy erhielt. Insbesondere durch seine Zeit bei Disney komponierte er die Musik zu Zeichentrickserien wie Goofy & Max, Bonkers, der listige Luchs von Hollywood und Aladdin sowie für Zeichentrickfilme wie Dschafars Rückkehr, Aladdin und der König der Diebe und Winnie Puuh – Honigsüße Weihnachtszeit.
Seit dem 5. Dezember 1981 ist Watters mit der Sängerin Vanessa W. Vandergriff verheiratet.

## Filmografie (Auswahl)
- 1991–1994: Tazmania (Taz-Mania, Zeichentrickserie, neun Folgen)
- 1992–1994: Goofy & Max (Goof Troop, Zeichentrickserie, 78 Folgen)
- 1992: Tiny Toons: Summer Home Video (Tiny Toon Adventures: How I Spent My Vacation)
- 1993: Arielle, die Meerjungfrau (The Little Mermaid, Zeichentrickserie, neun Folgen)
- 1993–1994: Bonkers, der listige Luchs von Hollywood (Bonkers, Zeichentrickserie, 50 Folgen)
- 1994–1995: Aladdin (Zeichentrickserie, 41 Folgen)
- 1994: Dschafars Rückkehr (The Return of Jafar)
- 1995: Aladdin und der König der Diebe (Aladdin and the King of Thieves)
- 1995: Hubi, der Pinguin (The Pebble and the Penguin)
- 1996: Charlie – Ein himmlischer Held (All Dogs Go to Heaven 2)
- 1998: Charlie – Eine himmlische Weihnachtsgeschichte (An All Dogs Christmas Carol)
- 1999: Alvin und die Chipmunks treffen Frankenstein (Alvin and the Chipmunks Meet Frankenstein)
- 1999: Doug – Der erste Film (Doug's 1st Movie)
- 2002: Das größte Muppet Weihnachtsspektakel aller Zeiten (It’s a Very Merry Muppet Christmas Movie)
- 2002: Winnie Puuh – Honigsüße Weihnachtszeit (Winnie the Pooh: A Very Merry Pooh Year)
- 2004: Winnie Puuh – Spaß im Frühling (Springtime with Roo)
- 2005: Dinotopia – Auf der Suche nach dem Sonnenrubin (Dinotopia: Quest for the Ruby Sunstone)
- 2005: Ein Königreich für ein Lama 2 – Kronks großes Abenteuer (Kronk's New Groove)
- 2005: Winnie Puuhs Gruselspaß mit Heffalump (Pooh’s Heffalump Halloween Movie)
- 2013: Get a Horse!